# Basílica Porcia
La Basílica Porcia (en latín, Basilica Porcia) fue la primera basílica civil construida en la Antigua Roma. Fue construida por orden de Marco Porcio Catón en el año 184 a. C. como censor y recibe su nombre de él. La construyó como un espacio para administrar la Ley y para que se reunieran los comerciantes, a pesar de la oposición que tuvo.

## Ubicación
Se alzaba en el lado Oeste de la Curia, sobre tierra que compró Catón y previamente lo ocupaban tiendas y casas particulares. Se encontraba en el noroeste del Foro Romano, entre la cárcel del Tullianum y la Curia Hostilia, sobre tierras adquiridas por Catón el Viejo y ocupadas por tiendas y mansiones particulares, como las de Menio y Ticio. Dado lo exiguo del espacio disponible, el edificio debió ser de dimensiones modestas, una decena de metros de largo.

## Función
La basílica se edificó con el fin de acoger actividades judiciales y financieras. Dentro de la basílica se celebraron muchos juicios. Los jueces podían resguardarse del clima o la multitud y tratar asuntos secundarios que no merecían ser llevados al Comitium.

## Historia

### Antigüedad
La basílica fue construida por el censor Catón el Viejo (Marcus Porcius Cato), de quien tomó el nomen, en 184 a. C.·. Catón se encontró con una fuerte oposición en el seno del Senado para realizar su proyecto, especialmente entre los partidarios de Escipión el Africano.
En 112 a. C., Lucio Calpurnio Pisón arbitró en la basílica el conflicto que enfrentaba a los hieropitnianos (habitantes de Hierapitna) con los italianos. Hacia el año 75 a. C., según Plutarco, el joven Catón de Útica, entonces tribuno de la plebe, dio su primer discurso. Luego en el 73 a. C., los cónsules Marco Terencio Varrón Lúculo y Cayo Casio Longino dirigieron la cognitio que debió decidir entre los publicanos y los embajadores de Oropos.
Quedó destruida durante el funeral de Publio Clodio Pulcro en el año 52 a. C. cuando el fuego de su pira funeraria se extendió al frente de la Curia y alcanzó a la basílica y otros edificios vecinos. Las ruinas fueron probablemente niveladas más tarde ese mismo año para construir un nuevo edificio en el lugar.
Julio César comenzó importantes trabajos en este sector del Foro con la construcción de una nueva curia y de un foro que llevaría su nombre. Durante este trabajo, no restauró la basílica Porcia, construida por el antepasado de uno de sus más feroces adversarios, Catón el Joven, también llamado de Útica.

### Excavaciones arqueológicas
Las excavaciones realizadas en 1940 en la entrada norte del Foro Romano pusieron al descubierto los restos de una pared que sostenía la pendiente del Capitolio, que se inició para dejar pasar el clivus Argentarius y, mirando a la pared, los restos de una columnata que se identificó como perteneciente a la basílica.